# Streblorrhiza speciosa
Streblorrhiza speciosa (Engels: Phillip Island glory pea) was een plant uit de vlinderbloemenfamilie (Leguminosae). Het was ooit een van de drie endemische planten van het in het zuiden van de Grote Oceaan gelegen Phillip Island (een paar kilometer ten zuiden van Norfolk Island gelegen), naast Hibiscus insularis en Elymus multiflorus var. kingianus.
Streblorrhiza speciosa vormde het monotypische geslacht Streblorrhiza in de vlinderbloemenfamilie. De plant werd in 1804 ontdekt door botanisch illustrator Ferdinand Bauer; de naam en beschrijving werden in 1833 gepubliceerd door Stephan Endlicher.
Het was een groenblijvende liaan met oneven geveerde bladeren die bestonden uit vijf tot zeven deelblaadjes. De deelblaadjes waren elliptisch, 2,5–4 cm lang en 1–2 cm breed De bloeiwijzen bestonden uit bladokselstandige, 3–6 cm lange trossen met vijf tot acht roze bloemen. De schutblaadjes waren driehoekig, 1 mm lang en vielen snel af. De bloemstelen van de individuele bloemen waren circa 5 mm lang. De bloemen waren spiegelsymmetrisch en hadden de vorm van een papegaaiensnavel. De bloemkelk was klokvormig met driehoekige, 1–2 mm lange tandjes. De bloembladeren waren 2-2,5 cm lang met 1,5–2 cm lange vleugels en een 2-2,5 cm lange, gekromde kiel. De plant vormde 4-4,5 cm lange, gladde, aan de zijkant afgeplatte peulen met daarin circa 1 cm lange zaden.
Mogelijk was Streblorrhiza speciosa al sinds de jaren 30 van de negentiende eeuw in het wild uitgestorven. De oorzaak van zijn uitsterven lag zeer waarschijnlijk aan de vraat van varkens, geiten en konijnen die op Phillip Island waren uitgezet. De plant werd in cultuur genomen en werd als een attractieve plant beschouwd, maar omdat hij niet goed bloeide in potten nam zijn populariteit al snel af. Waarschijnlijk was hij binnen vijftig jaar ook in cultuur uitgestorven. Het enige wat van deze plant is overgebleven zijn herbariumspecimens en een botanische illustratie van Sarah Drake (afgebeeld).